# Alona Kimhi
Alona Kimhi (hebreo, אלונה קמחי, cirílico,  Алона Кимхи Lviv, 1966) actriz y escritora israelí.
Nacida en Ucrania, emigró con su familia a Israel en 1972 donde se graduó en arte dramático en la Academia Beit Zvi.

### Libros publicados en hebreo
- I, Anastasia (historias) Keter, 1996 [Ani, Anastasia]

- (novela), Keter, 1999 [Susannah Ha-Bochiah]

- Lily La Tigresse (novela), Keter, 2004.

- Victor and Masha (novela), Keter, 2012

- Superbabe and the Enchanted Circle Jerusalem, Keter, 2001 [Mushlemet Ve Ha-Maagal Ha-Mechushaf]